# Krikor Amirian

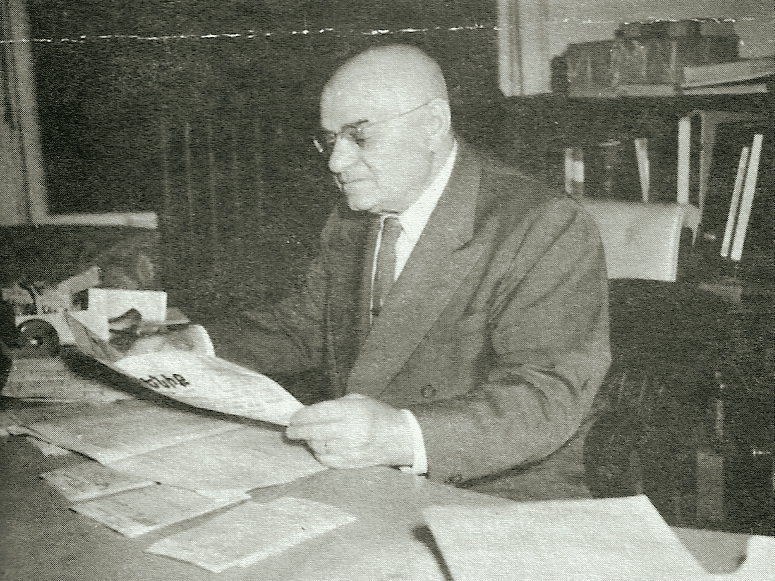
Amirian 1957 in seinem Büro von George Mardikian Enterprises

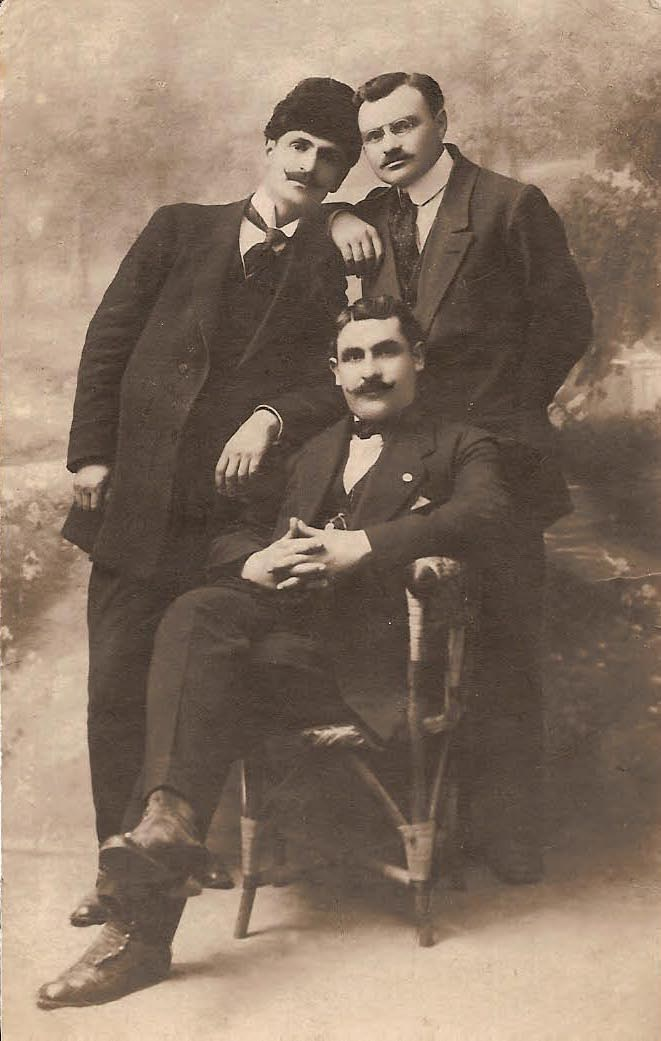
Amirian und Freunde am 24. Mai 1920 in Üsküdar

 Krikor Amirian (armenisch Գրիգոր Ամիրեան, * 20. Juni 1888 in Bayburt; † 1. August 1964 in Los Angeles) war ein armenischer Revolutionär. Er kämpfte im Range eines Çorbacı (Oberst) der osmanischen Armee in den Balkankriegen für sein türkisches Vaterland, verlor aber seine gesamte Familie während des Völkermordes. Er war Mitbegründer der Demokratischen Republik Armenien.

## Herkunft und Frühes Leben
Krikor Amirians Familie zählte zu den einflussreichsten Bürgern der nordtürkischen Stadt Bayburt. Amirian erlebte in seiner Kindheit die Massaker an den Armeniern 1894–1896 mit: Im Frühjahr 1895 kam es zu einer armenischen Revolte in der Stadt. Eryia Amirian, Krikor Amirians Vater, wurde zum Vertreter der Stadt bei den Verhandlungen mit den osmanischen Behörden auserwählt. Er wurde jedoch ermordet. 
Krikor Amirian wurde an der örtlichen armenischen Schule von Bayburt ausgebildet und ging später an die Offiziersakademie der Türkischen Armee. 1908 graduierte er an der Akademie und wurde zum Range eines Ağa (Leutnant) befördert. Er diente während des Ersten Balkankrieges 1912–13. Im Frühjahr 1913 wurde Amirian von bulgarischen Soldaten inhaftiert. Mitte 1913 wurde Amirian nach der Unterzeichnung des Londoner Vertrages freigelassen.

## Erster Weltkrieg

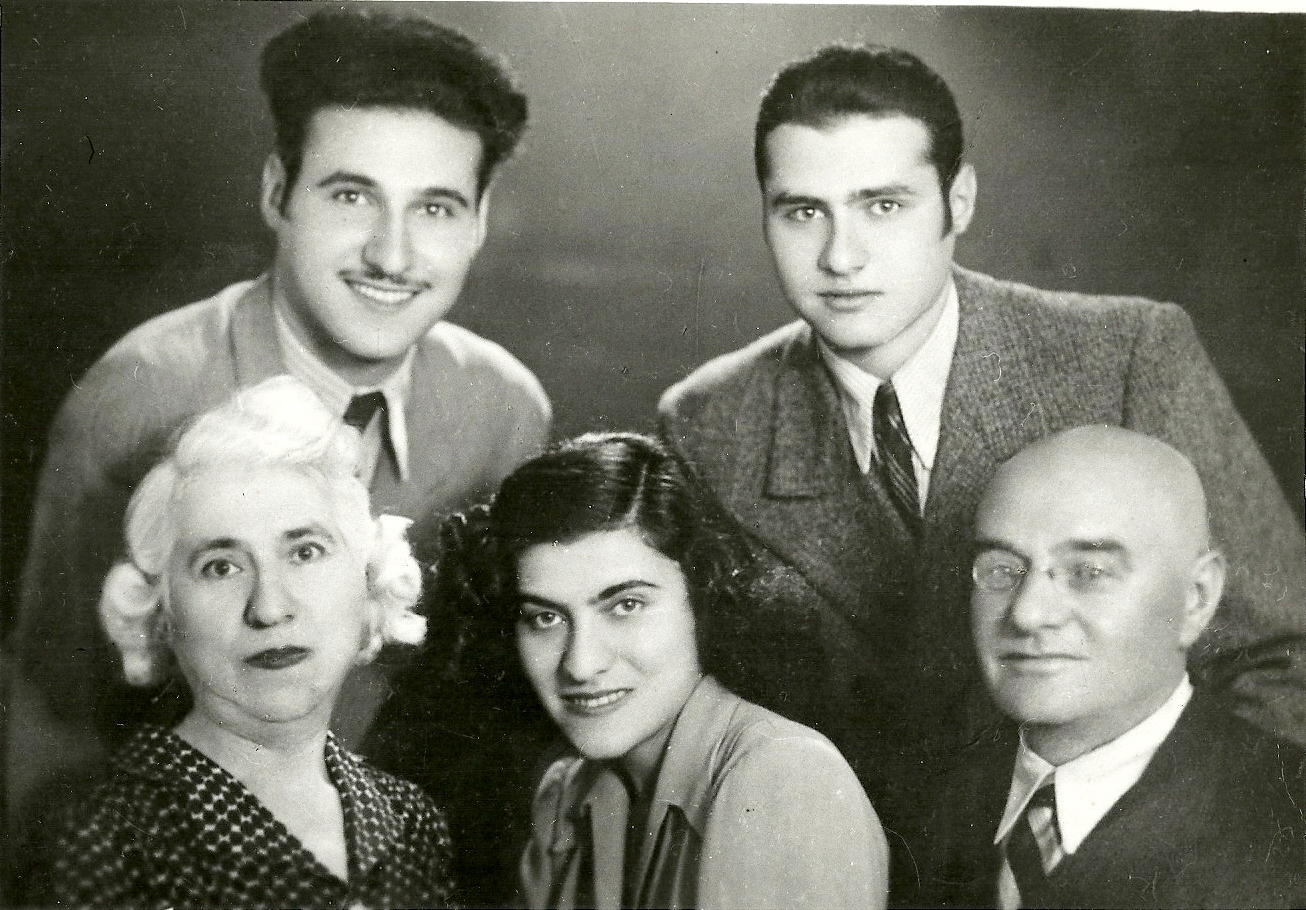
Amirian-Familie: oben Sebouh und Dro, unten: Siranoush, Christine und Krikor.

Krikor Amirian wurde durch den Völkermord an den Armeniern ab 1915 traumatisiert. Seine Familie wurde aus Bayburt vertrieben und kam beim Todesmarsch um. Das einzige überlebende Mitglied seiner Familie war Haiganoush, seine älteste Schwester. Sie schaffte es zu flüchten und kehrte nach Bayburt zurück. Amirian diente dann als Leibwächter und Lehrer von General Andranik Ozanian Pascha. Er war auch ein Freund des Generals Dro.
Als am 17. April 1916 der russische General W. P. Ljachow einen Angriff zur Wiedereroberung Bayburts startete, um die in der Stadt stationierten türkischen und deutschen Soldaten zu vertreiben, diente Amirian im Ersten Armenischen Freiwilligenregiment, das aus 1200 Männern bestand und an der Grenzregion Russland-Persien-Türkei kämpfte. Amirian war Kommandant der Artilleriedivision unter General Tovmas Nazarbekian. Obwohl die Freiwilligenverbände nach der Abdankung des russischen Zaren Nikolaus II. aufgelöst wurden, kämpfte Amirian ohne russische Unterstützung für die armenische Sache.

## Zwischenkriegszeit
Nach dem Ende des Ersten Weltkrieges 1918 ging Krikor Amirian nach Üsküdar in Istanbul, wo er als Direktor eines armenischen Waisenhauses in einem türkischen Palast arbeitete. In den frühen 1920er Jahren floh Amirian mit General Dro nach Rumänien. Dro übernahm die Verantwortung für die Ghoukasian-Ölraffinerien von Ploiești und Amirian wurde zu dessen Management Officer ernannt. 1923 heiratete Amirian. Ein Jahr später wurde das erste Kind geboren, Christine, später zwei Söhne, 1925 Sebouh und 1928 Dro. Er lebte mit seiner älteren Schwester Haiganoush und seiner Nichte Alene zusammen.

## Nachkriegszeit

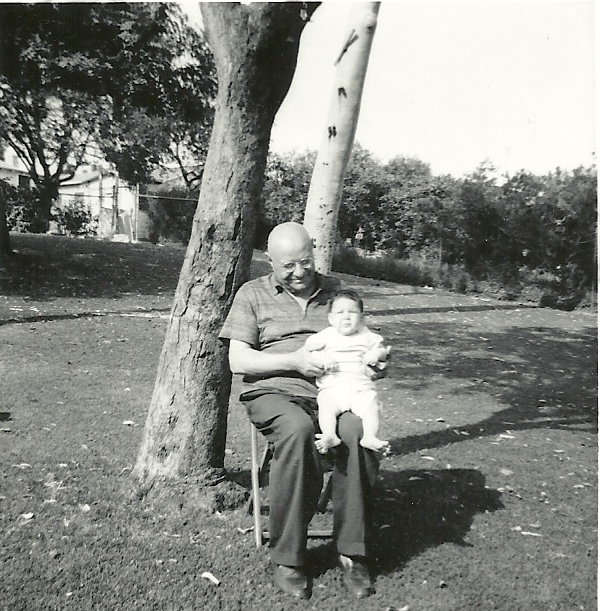
Amirian vor Sebouhs Haus mit seiner zweiten Enkelin Christine

Nach dem Ende des Krieges flüchteten Krikor Amirian und seine Familie nach Österreich und schließlich nach Italien. In Rom traf er seinen Neffen George Mardikian wieder. Amirian erreichte in den 1950er Jahren mit seiner Frau Siranoush und seinem Kind Dro die Vereinigten Staaten. Seine beiden anderen Kinder Christine und Sebouh mussten fünf Jahre warten, bis das erste Displaced Persons Act verabschiedet wurde. Amirian wurde am 7. Mai 1957 Staatsbürger der Vereinigten Staaten.

## Spätes Leben
Krikor Amirian setzte seine Arbeit in der Armenischen Revolutionären Föderation mit seinem Neffen George Mardikian fort. Er arbeitete mit seinen drei Kindern in Mardikians Restaurant Omar Khayyam und arbeitete in den "George Mardikian Enterprises". 
In 1957 zog sich Amirian aus den George Mardikian Enterprises zurück und ging mit seiner Familie nach Los Angeles, Kalifornien. Er verbrachte den Rest seiner Tage mit seinen drei Kindern und sechs Urenkeln. Er schrieb zahlreiche Artikel für armenischsprachige Zeitungen.